# Perborato de sódio
O  composto químico perborato de sodio (PBS) é um sal de sódio do  ácido perbórico, cuja fórmula é NaBO3  O ânion perborato é um oxidante, como o permanganato , a água oxigenada ou a lixívia.
É um sólido branco, inodoro, solúvel em água e irrita a pele. Cristaliza-se como monhidratado (NaBO3.H2O) ou tetrahidratado (NaBO3.4H2O). É obtido pela reação de tetraborato de sódio, peróxido de hidrogênio, e hidróxido de sódio.
Ao contrário do percarbonato e do perfosfato, o perborato forma ligações verdadeiras entre os átomos de oxigênio.  Isto torna o material mais estável, mais seguro para a sua manipulação e o seu armazenamento. Na forma de monohidratado dissolve-se melhor do que na forma de tetrahidratado, e é mais estável em temperaturas mais elevadas. O monohitratado é preparado pelo aquecimento do tetrahidratado.
O perborato de sódio sofre hidrólise em contato com a água, produzindo peróxido de hidrogênio e borato;  gera oxigênio numa solução aquosa quando esta alcança uma temperatura igual ou superior a  60°C . Portanto, é uma fonte de oxigênio ativo, sendo usado para a elaboração de produtos como detergentes, produtos de limpeza, alvejantes e branqueadores. Tem propriedades antissépticas e pode agir como um desinfetante. Também é usado para a fabricação de alguns tipos de vidros e alguns tipos de plásticos.